# Insurrection dans l'Ogaden
L'insurrection dans l'Ogaden est un conflit armé qui s'est déroulé de 1994 à 2018. Elle était menée par le Front national de libération de l'Ogaden (ONLF), un groupe séparatiste d'Éthiopie actif dans la région Somali, contre le gouvernement éthiopien. La guerre a commencé en 1994, lorsque l'ONLF a tenté de séparer la région somali de l'Éthiopie. Elle s'est terminée par un accord de paix dans le cadre des réformes du Premier ministre Abiy Ahmed.
Ce conflit est resté longtemps dans l'ombre jusqu'à ce qu'Addis-Abeba restreigne l'accès à la région. Pendant longtemps la guérilla fut négligée par les médias étrangers jusqu'à ce que plusieurs attentats perpétrés dans la région en 2007 attirent l'attention, notamment le raid sur les installations pétrolières chinoises d'Abole et les attentats de Djidjiga et de Degehabur. En réponse, le gouvernement éthiopien a lancé une opération de répression militaire en juin 2007 qui déclencha une vague de critiques et de sérieuses allégations de violation des droits de l'homme. L'offensive éthiopienne était également liée à l'implication de l'Éthiopie dans la guerre en Somalie.

### 1995-2007 : un conflit « tranquille »

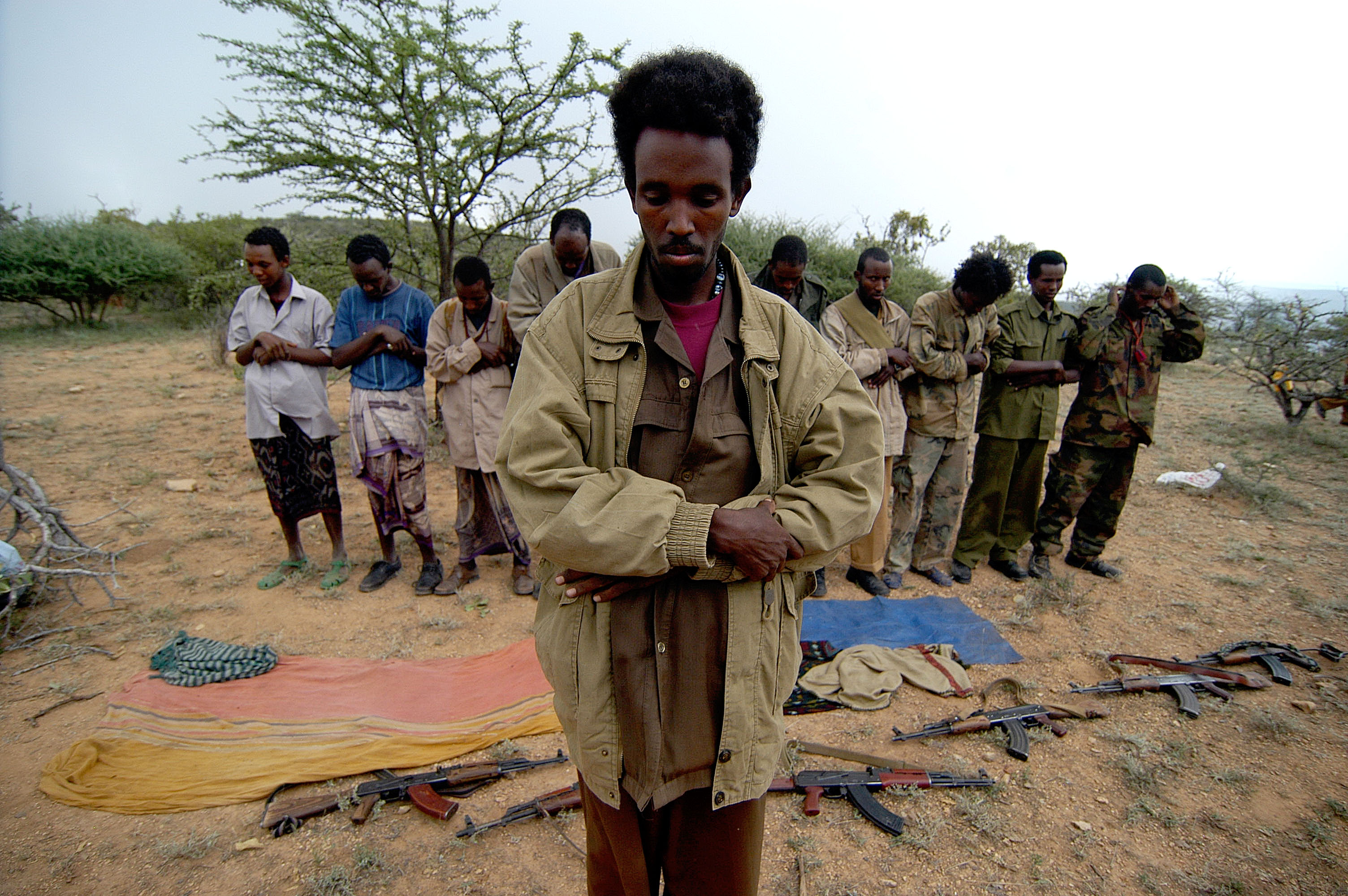
Rebelle de l'ONLF pratiquant le Salat, la prière islamique

### 2007–2008 : Répression éthiopienne

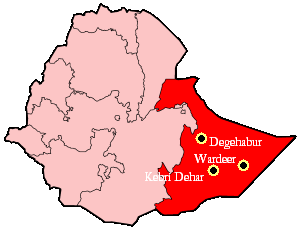
Principaux lieux de conflits dans la région Somali.